# Salaheddine Saidi
Salaheddine Saidi, né le 6 février 1987 à Marrakech, est un footballeur international marocain évoluant au poste de milieu défensif au Wydad Athletic Club. Il prend sa retraite à la fin de 2021.

## Biographie

### En club
Né à Marrakech, il choisit tout naturellement l'école du Kawkab de Marrakech, avec laquelle il passe par toutes les catégories avant de signer professionnel. Il joue son premier match en pro lors de la saison 2004-2005, contre les FAR de Rabat, match de Coupe du Trône remporté par les FAR de Rabat sur le score de 2-0.
En 2011, il choisit de rejoindre les FAR de Rabat, à la suite de la relégation de son club en Botola 2.
Il commence comme titulaire au poste de défenseur central, poste où il n'avait jamais joué auparavant. Au fur et à mesure, il devient l'un des meilleurs défenseur centraux de la Botola ce qu'il lui vaut d’être sélectionné avec les Lions de l'Atlas par le sélectionneur belge, Éric Gerets.

### En équipe nationale
25/05/2012 Maroc – Sénégal Marrakech 0 - 1 Amical 
23/06/2012 Bahrain - Maroc Jeddah 0 - 4 Coupe Arabes 
26/06/2012 Libye - Maroc Jeddah 0 - 0 Coupe Arabes 
29/06/2012 Yemen - Maroc Jeddah 0 - 4 Coupe Arabes 
03/07/2012 Irak - Maroc Jeddah 1 - 2 ½ Finale Coupe Arabes 
06/07/2012 Libye - Maroc Jeddah 1 - 1 (1 - 3) Finale Coupe Arabes 
15/06/2013 Maroc - Gambie Marrakech 2 - 0  Elim. CM 2014 
14/08/2013 Maroc – Burkina Faso Tanger 1 - 2 Amical 
07/09/2013 Côte d’Ivoire - Maroc Abidjan 1 - 1 Elim. CM 2014 
11/10/2013 Maroc - Afrique du sud Agadir 1 - 1 Amical

## Palmarès

### En club
Wydad Athletic Club (6) :
- Championnat du Maroc
  - Champion : 2015, 2017, 2019 et 2021
- Ligue des champions de la CAF
  - Vainqueur : 2017
  - Finaliste : 2019
- Supercoupe de la CAF
  - Vainqueur : 2018

 FAR de Rabat
- Championnat du Maroc
  - Vice-champion en 2013
- Coupe du Trône
  - Finaliste en 2012

### En sélection
Maroc
- Coupe arabe des nations
  - Vainqueur en 2012
- Championnat d'Afrique des nations
  - Vainqueur en 2018